# Bakó Dániel
Bakó Dániel (Gáva, 1809. július 22. – Sárospatak, 1865. augusztus 7.) tanár.

## Élete
Nemesi szülőktől származott; tanulmányait Sárospatakon végezvén, 1828. július 18-án a tanári pályára lépett, és a szónoklati osztály tanítását bízták rá. Nevelősködött is előkelő házaknál és így a szünidőket utazással töltve bejárta Magyarországot és Ausztriát. 1831-ben az 5. osztály rendes tanárául választották a sárospataki iskolában.

## Munkái
- Latin-magyar zsebszótár. Iskolai használatra. Sárospatak 1845. (Soltész Jánossal együtt. 3. kiadás. Uo. 1862.)
- Görög–magyar szótár. Uo. 1857. (Soltész Ferenccel és Zsarnai Lajossal.)